# Dmytro Hratschow
Dmytro Olehowytsch Hratschow (ukrainisch Дмитро Олегович Грачов; * 5. Dezember 1983 in Lwiw, Ukrainische SSR) ist ein ehemaliger ukrainischer Bogenschütze.

## Karriere
Dmytro Hratschow nahm an zwei Olympischen Spielen teil: 2004 belegte er in Athen in der Einzelkonkurrenz den 24. Platz, während er mit der Mannschaft den Bronzerang erreichte. Nach einer Halbfinalniederlage gegen Südkorea besiegte das ukrainische Team die US-amerikanische Mannschaft mit 237:235. Die Olympischen Spiele 2012 in London schloss Hratschow auf dem 17. Rang des Einzels ab und wurde mit der Mannschaft Fünfter.